# Houston Texans/Zahlen und Rekorde
Diese Seite stellt die Statistiken, Fakten und Rekorde der Houston Texans dar.
Falls nicht anders angegeben, befinden sich die Daten auf dem Stand der letzten abgeschlossenen Saison. Die Quelle der Daten ist – wenn nicht anders angegeben – die Webseite pro-football-reference.com.

## Statistik
Nach Ende der Saison 2024 ließen sich folgende statistischen Werte ermitteln:
|                            | Wert |
| -------------------------- | ---- |
| Saisons gespielt           | 23   |
| Spiele Gesamt              | 386  |
| Siege Gesamt               | 168  |
| Niederlagen Gesamt         | 217  |
| Unentschieden Gesamt       | 1    |
| Regular-Season-Spiele      | 372  |
| Regular-Season-Siege       | 162  |
| Regular-Season-Niederlagen | 209  |
| Play-off-Spiele            | 14   |
| Play-off-Siege             | 6    |
| Play-off-Niederlagen       | 8    |
| Spieler                    | 686  |
| Head Coaches               | 8    |
| Super-Bowl-Titel           | 0    |

## Rekorde
| Rekord                   | Spieler                   | Wert    |
| ------------------------ | ------------------------- | ------- |
| Spiele gespielt          | Jon Weeks                 | 244     |
| Offense                  |                           |         |
| Geworfene Yards          | Matt Schaub               | 23.221  |
| Erlaufene Yards          | Arian Foster              | 6.472   |
| Gefangene Yards          | Andre Johnson             | 13.597  |
| Geworfene Touchdowns     | Matt Schaub               | 124     |
| Erlaufene Touchdowns     | Arian Foster              | 54      |
| Gefangene Touchdowns     | Andre Johnson             | 64      |
| Passversuche             | Matt Schaub               | 3.020   |
| Erfolgreiche Pässe       | Matt Schaub               | 1.951   |
| Läufe                    | Arian Foster              | 1.454   |
| Fänge                    | Andre Johnson             | 1.012   |
| Defense                  |                           |         |
| Touchdowns               | Johnathan Joseph          | 4       |
| Interceptions            | Johnathan Joseph          | 17      |
| erzwungene Fumbles       | J. J. Watt                | 25      |
| Sacks                    | J. J. Watt                | 101,0   |
| Tackles                  | DeMeco Ryans              | 479     |
| Safeties                 | 10 Spieler                | 1       |
| Special Teams            |                           |         |
| Punt Returns             | Jacoby Jones              | 179     |
| Punt-Return-Yards        | Jacoby Jones              | 1.820   |
| Punt-Return-Touchdowns   | Jacoby Jones              | 3       |
| Längster Punt-Return     | Keshawn Martin            | 87 yds  |
| Yards je Punt Return     | Aaron Glenn               | 17,3    |
| Kick Returns             | J. J. Moses               | 117     |
| Kick-Return-Yards        | André Davis               | 2.743   |
| Längster Kick-Return     | André Davis               | 104 yds |
| Kick-Return-Touchdowns   | André Davis Jerome Mathis | 3       |
| Yards je Kick Return     | Andrew Beck               | 47,0    |
| erfolgreiche PATs        | Kris Brown                | 251     |
| PAT-Versuche             | Kaʻimi Fairbairn          | 259     |
| Field-Goal-Versuche      | Kaʻimi Fairbairn          | 243     |
| erfolgreiche Field Goals | Kaʻimi Fairbairn          | 211     |
| meiste erzielte Punkte   | Kaʻimi Fairbairn          | 873     |
| längstes Field Goal      | Kaʻimi Fairbairn          | 61 yds  |
| Punts                    | Chad Stanley              | 437     |
| gepuntete Yards          | Shane Lechler             | 20.461  |
| Yards je Punt            | Tommy Townsend            | 48,0    |

## Direkter Vergleich
Mit 47 Spielen fanden die meisten Spiele der Texans gegen die Indianapolis Colts statt. Die höchste Siegquote hat die Mannschaft aus Houston gegen Tampa Bay Buccaneers.
| Gegner                | Erste Begegnung | Regular Season | Regular Season | Regular Season | Regular Season | Regular Season | Regular Season | Play-offs | Play-offs | Play-offs | Play-offs | Play-offs |
| Gegner                | Erste Begegnung | S              | N              | UE             | SQ             | P+             | P-             | S         | N         | SQ        | P+        | P-        |
| --------------------- | --------------- | -------------- | -------------- | -------------- | -------------- | -------------- | -------------- | --------- | --------- | --------- | --------- | --------- |
| Arizona Cardinals     | 2005            | 3              | 3              | 0              | ,500           | 132            | 142            |           |           |           |           |           |
| Atlanta Falcons       | 2003            | 3              | 3              | 0              | ,500           | 143            | 150            |           |           |           |           |           |
| Baltimore Ravens      | 2002            | 2              | 11             | 0              | ,154           | 216            | 352            | 0         | 2         | ,000      | 23        | 54        |
| Buffalo Bills         | 2002            | 6              | 5              | 0              | ,545           | 203            | 226            | 1         | 0         | 1,000     | 22        | 19        |
| Carolina Panthers     | 2003            | 2              | 5              | 0              | ,286           | 110            | 138            |           |           |           |           |           |
| Chicago Bears         | 2004            | 5              | 2              | 0              | ,714           | 137            | 121            |           |           |           |           |           |
| Cincinnati Bengals    | 2002            | 7              | 5              | 0              | ,583           | 232            | 241            | 2         | 0         | 1,000     | 50        | 23        |
| Cleveland Browns      | 2002            | 7              | 7              | 0              | ,500           | 276            | 264            | 1         | 0         | 1,000     | 45        | 14        |
| Dallas Cowboys        | 2002            | 3              | 4              | 0              | ,429           | 131            | 144            |           |           |           |           |           |
| Denver Broncos        | 2004            | 4              | 6              | 0              | ,400           | 194            | 245            |           |           |           |           |           |
| Detroit Lions         | 2004            | 4              | 2              | 0              | ,667           | 162            | 144            |           |           |           |           |           |
| Green Bay Packers     | 2004            | 1              | 5              | 0              | ,167           | 116            | 159            |           |           |           |           |           |
| Indianapolis Colts    | 2002            | 13             | 32             | 1              | ,293           | 910            | 1.201          | 0         | 1         | ,000      | 7         | 21        |
| Jacksonville Jaguars  | 2002            | 31             | 15             | 0              | ,674           | 1.031          | 887            |           |           |           |           |           |
| Kansas City Chiefs    | 2003            | 5              | 8              | 0              | ,385           | 293            | 355            | 0         | 3         | ,000      | 45        | 104       |
| Las Vegas Raiders     | 2004            | 7              | 5              | 0              | ,583           | 293            | 261            | 1         | 0         | 1,000     | 27        | 14        |
| Los Angeles Chargers  | 2002            | 3              | 6              | 0              | ,333           | 192            | 247            | 1         | 0         | 1,000     | 32        | 12        |
| Los Angeles Rams      | 2005            | 1              | 3              | 0              | ,250           | 63             | 117            |           |           |           |           |           |
| Miami Dolphins        | 2003            | 9              | 3              | 0              | ,750           | 281            | 251            |           |           |           |           |           |
| Minnesota Vikings     | 2004            | 0              | 6              | 0              | ,000           | 98             | 181            |           |           |           |           |           |
| New England Patriots  | 2003            | 4              | 9              | 0              | ,308           | 283            | 371            | 0         | 2         | ,000      | 44        | 75        |
| New Orleans Saints    | 2003            | 3              | 3              | 0              | ,500           | 138            | 130            |           |           |           |           |           |
| New York Giants       | 2002            | 1              | 5              | 0              | ,167           | 91             | 143            |           |           |           |           |           |
| New York Jets         | 2003            | 3              | 8              | 0              | ,273           | 175            | 256            |           |           |           |           |           |
| Philadelphia Eagles   | 2002            | 0              | 6              | 0              | ,000           | 119            | 185            |           |           |           |           |           |
| Pittsburgh Steelers   | 2002            | 3              | 5              | 0              | ,375           | 145            | 179            |           |           |           |           |           |
| San Francisco 49ers   | 2006            | 1              | 4              | 0              | ,200           | 67             | 124            |           |           |           |           |           |
| Seattle Seahawks      | 2005            | 1              | 4              | 0              | ,200           | 115            | 146            |           |           |           |           |           |
| Tampa Bay Buccaneers  | 2003            | 4              | 1              | 0              | ,800           | 110            | 68             |           |           |           |           |           |
| Tennessee Titans      | 2002            | 22             | 24             | 0              | ,478           | 1.088          | 956            |           |           |           |           |           |
| Washington Commanders | 2002            | 3              | 3              | 0              | ,500           | 105            | 134            |           |           |           |           |           |

Legende:
| Siege                         | Niederlagen        | Unentschieden         |
| SQ gewonnene Spiele (relativ) | P+ gemachte Punkte | P- gegnerische Punkte |

## Draftpicks

### Expansion Draft
Nachdem feststand, dass mit den Houston Texans ein weiteres Team in der NFL spielen wird, wurde am 18. Februar 2002 ein sogenannter Expansion Draft durchgeführt, bei dem die Texans ihre ersten Spieler auswählen konnten. Dabei musste jedes andere Team fünf Spieler auf eine Liste setzen und die Texans konnten sich dann Spieler aus den Listen aussuchen. Nach dem Draft hatten die Texans folgende 19 Spieler ausgewählt:
| Pick | Name            | Position         | Ursprüngliches NFL-Team |
| ---- | --------------- | ---------------- | ----------------------- |
| 1    | Tony Boselli! ^ | Tackle           | Jacksonville Jaguars    |
| 2    | Ryan Young      | Tackle           | New York Jets           |
| 3    | Aaron Glenn^    | Cornerback       | New York Jets           |
| 4    | Gary Walker^    | Defensive Tackle | Jacksonville Jaguars    |
| 5    | Jamie Sharper   | Linebacker       | Baltimore Ravens        |
| 6    | Jermaine Lewis^ | Wide Receiver    | Baltimore Ravens        |
| 7    | Marcus Coleman  | Cornerback       | New York Jets           |
| 8    | Seth Payne      | Defensive Tackle | Jacksonville Jaguars    |
| 9    | Matt Campbell   | Guard            | Washington Redskins     |
| 10   | Matt Stevens    | Safety           | New England Patriots    |
| 11   | Jeremy McKinney | Guard            | Cleveland Browns        |
| 12   | Ryan Schau      | Tackle           | Philadelphia Eagles     |
| 13   | Charlie Rogers  | Kick Returner    | Seattle Seahawks        |
| 14   | Sean McDermott  | Tight End        | Tampa Bay Buccaneers    |
| 15   | Jabari Issa     | Defensive End    | Arizona Cardinals       |
| 16   | Avion Black     | Wide Receiver    | Buffalo Bills           |
| 17   | Danny Wuerffel  | Quarterback      | Chicago Bears           |
| 18   | Brian Allen     | Linebacker       | St. Louis Rams          |
| 19   | Johnny Huggins  | Tight End        | Dallas Cowboys          |

Legende:
| ^ | = Pro Bowler    |
| ! | = Hall of Famer |

### Erstrunden Draft-Picks
Nachfolgend werden hier alle Erstrunden Draft-Picks aus dem NFL-Draft aufgelistet, welche die Texans seit ihrer Gründung 2002 getätigt haben. Die Texans konnten dreimal den Gesamtersten im NFL-Draft auswählen (2002, 2006 und 2014).
| Jahr | Gesamtpick | Name              | Position         | College              |
| ---- | ---------- | ----------------- | ---------------- | -------------------- |
| 2002 | 1          | David Carr        | Quarterback      | Fresno State         |
| 2003 | 3          | Andre Johnson! ^  | Wide Receiver    | Miami                |
| 2004 | 10         | Dunta Robinson    | Cornerback       | South Carolina       |
| 2004 | 27         | Jason Babin^      | Defensive End    | Western Michigan     |
| 2005 | 16         | Travis Johnson    | Defensive Tackle | Florida State        |
| 2006 | 1          | Mario Williams^   | Defensive End    | North Carolina State |
| 2007 | 10         | Amobi Okoye       | Defensive Tackle | Louisville           |
| 2008 | 26         | Duane Brown^      | Tackle           | Virginia Tech        |
| 2009 | 15         | Brian Cushing ^   | Linebacker       | USC                  |
| 2010 | 20         | Kareem Jackson    | Cornerback       | Alabama              |
| 2011 | 11         | J. J. Watt ^      | Defensive End    | Wisconsin            |
| 2012 | 26         | Whitney Mercilus  | Defensive End    | Illinois             |
| 2013 | 27         | DeAndre Hopkins^  | Wide Receiver    | Clemson              |
| 2014 | 1          | Jadeveon Clowney^ | Defensive End    | South Carolina       |
| 2015 | 16         | Kevin Johnson     | Cornerback       | Wake Forest          |
| 2016 | 21         | Will Fuller       | Wide Receiver    | Notre Dame           |
| 2017 | 12         | Deshaun Watson^   | Quarterback      | Clemson              |
| 2018 | -          | kein Pick         | -                | -                    |
| 2019 | 23         | Tytus Howard      | Tackle           | Alabama State        |
| 2020 | -          | kein Pick         | -                | -                    |
| 2021 | -          | kein Pick         | -                | -                    |
| 2022 | 3          | Derek Stingley^   | Cornerback       | LSU                  |
| 2022 | 15         | Kenyon Green      | Guard            | Texas A&M            |
| 2023 | 2          | C. J. Stroud ^    | Quarterback      | Ohio State           |
| 2023 | 3          | Will Anderson ^   | Defensive End    | Alabama              |
| 2024 | -          | kein Pick         | -                | -                    |
| 2025 | -          | kein Pick         | -                | -                    |

Legende:
| ^ | = Pro Bowler    |
| ! | = Hall of Famer |

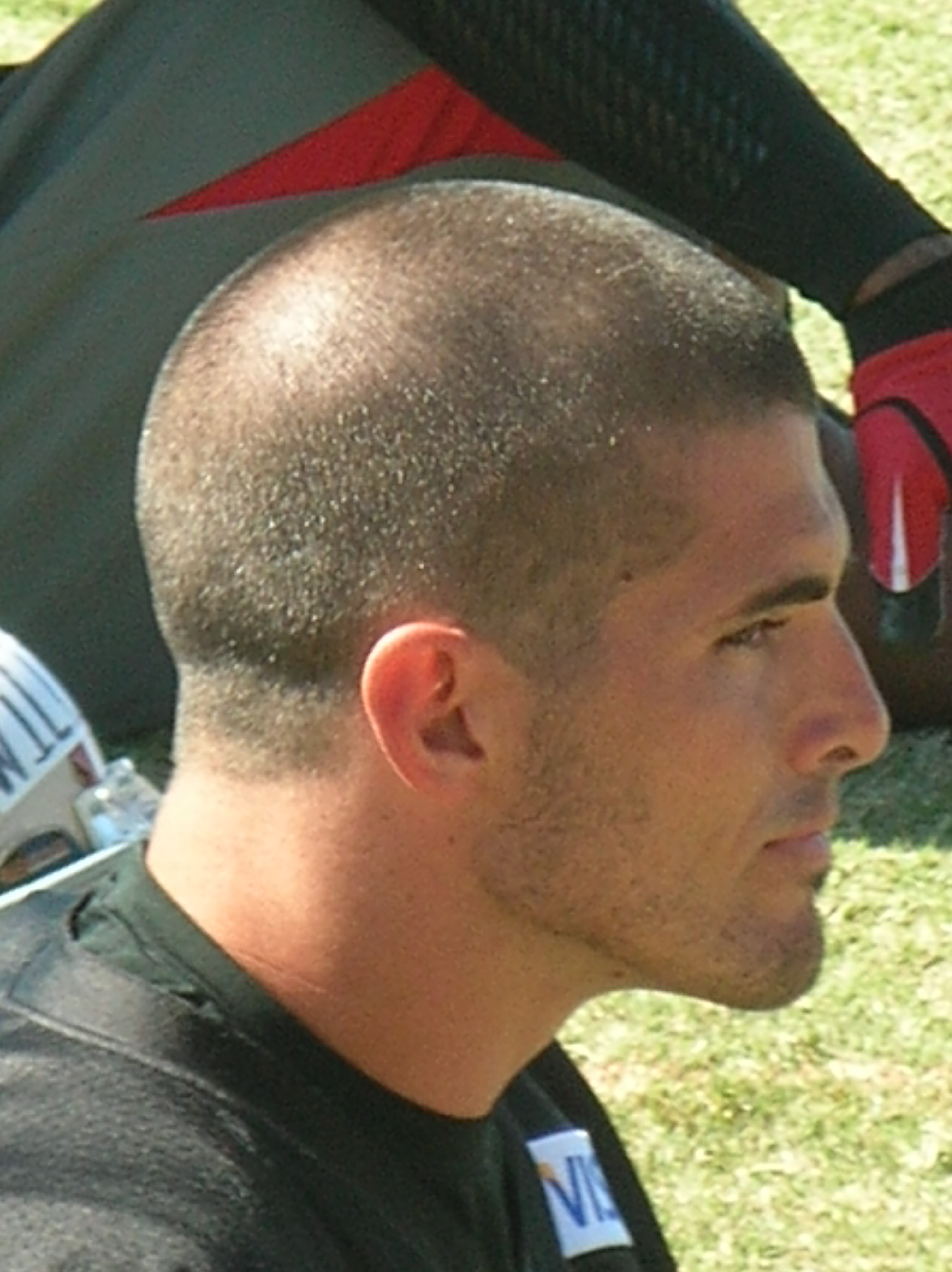
David Carr, der erste Spieler, der von den Texans in einem regulären Draft ausgewählt wurde.
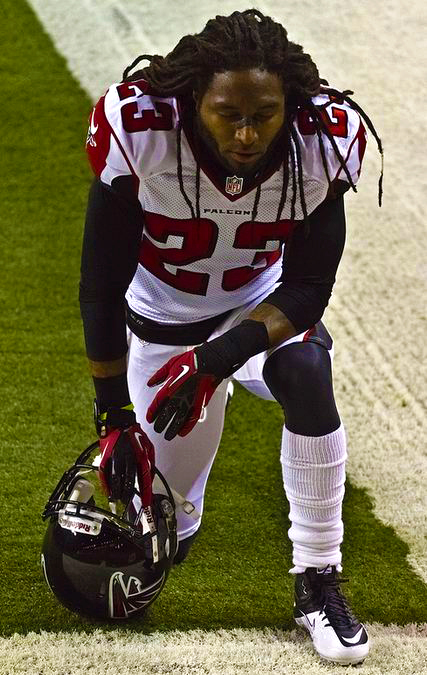
Dunta Robinson spielte bis 2009 für die Texans.
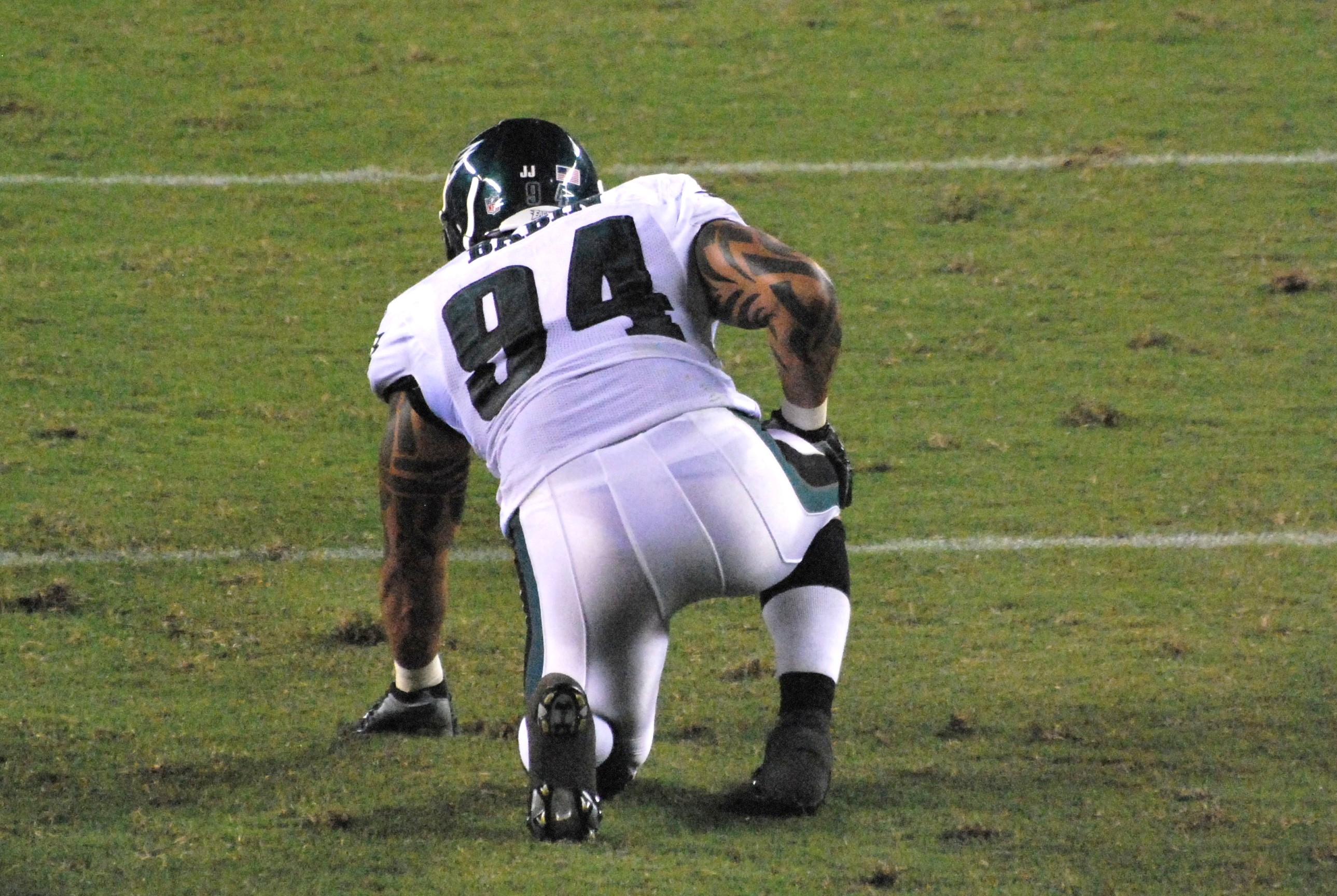
Jason Babin spielte bis 2006 für die Texans.
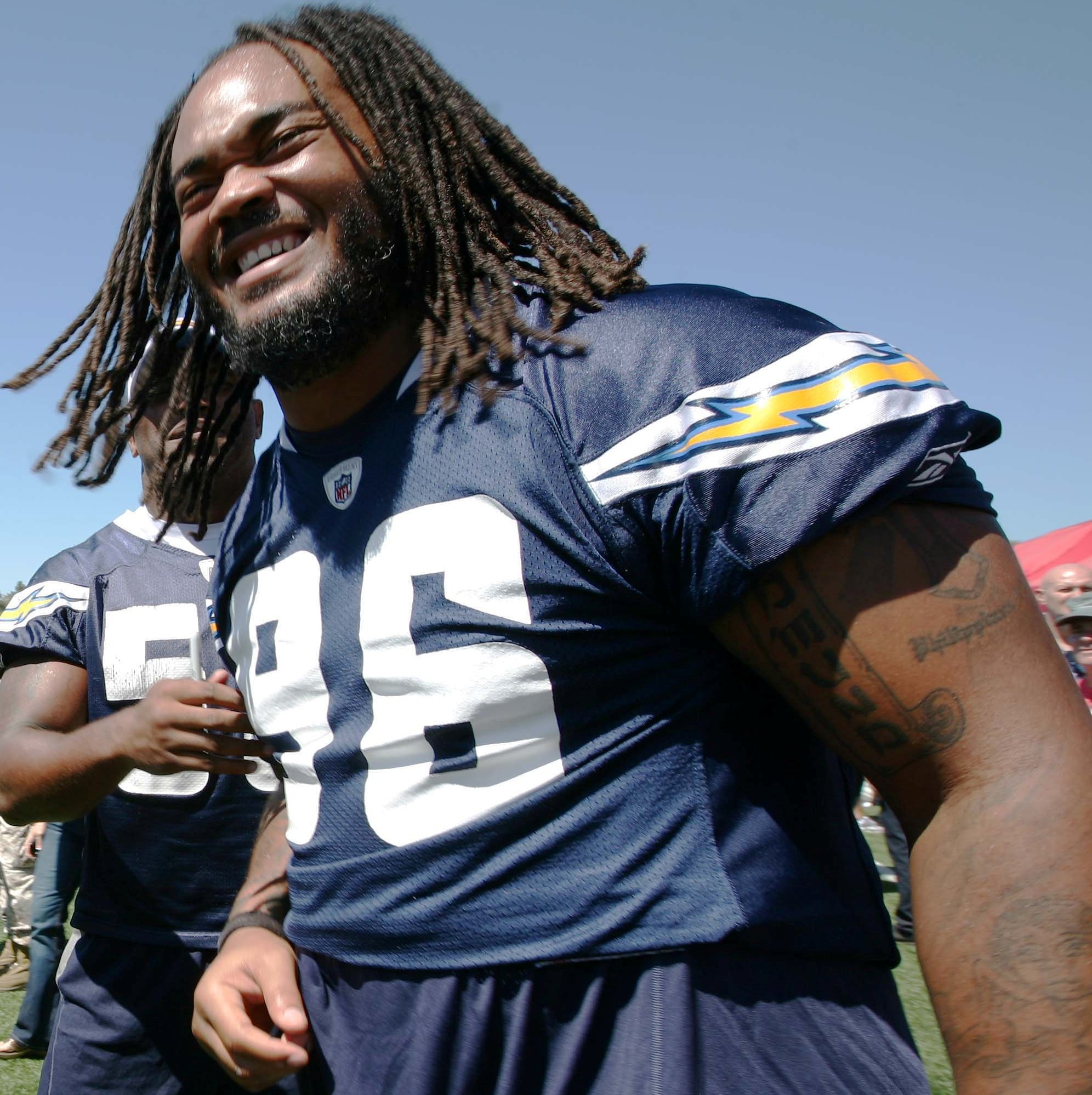
Travis Johnson spielte bis 2008 für die Texans.
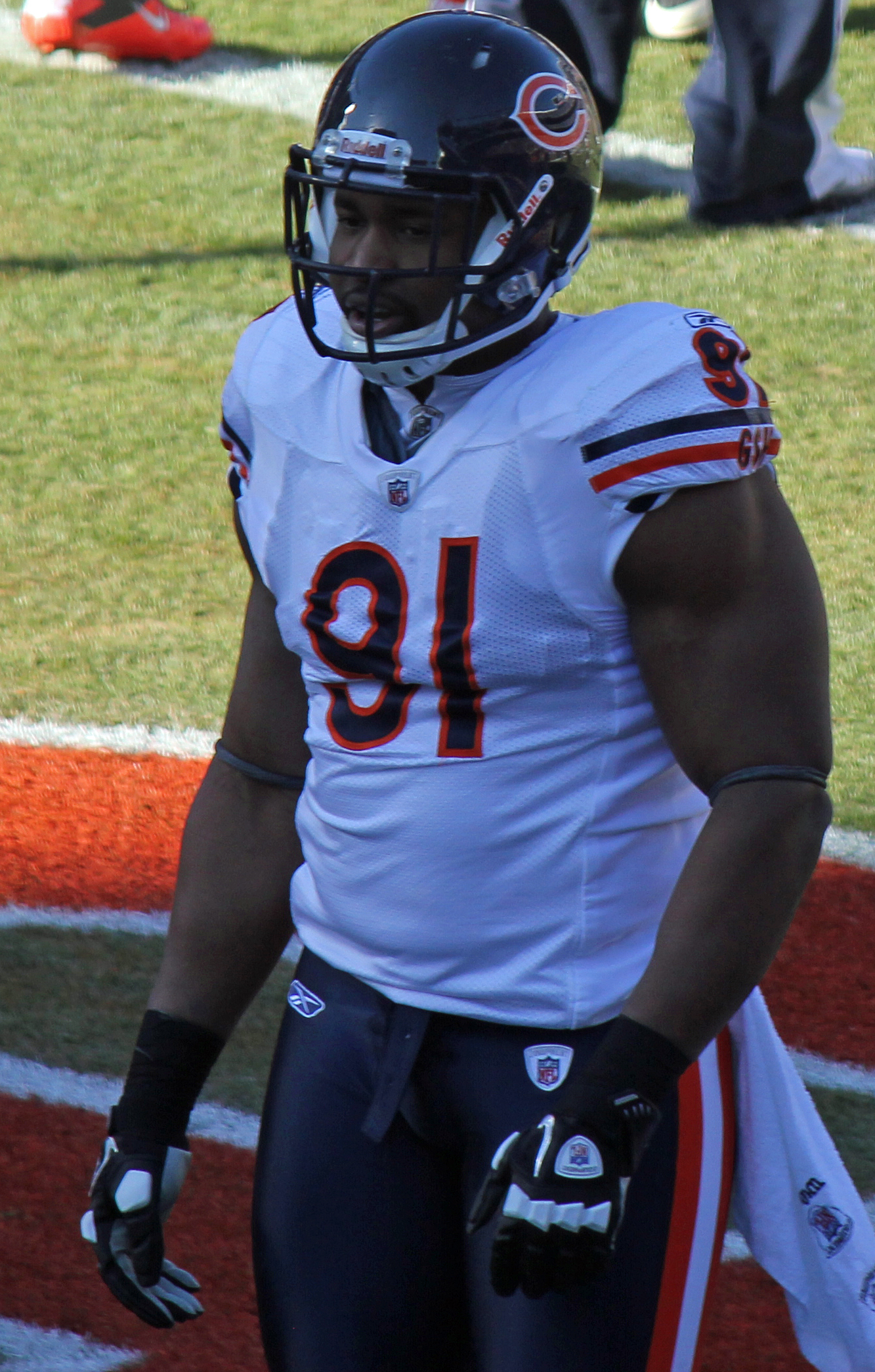
Amobi Okoye spielte bis 2010 für die Texans.
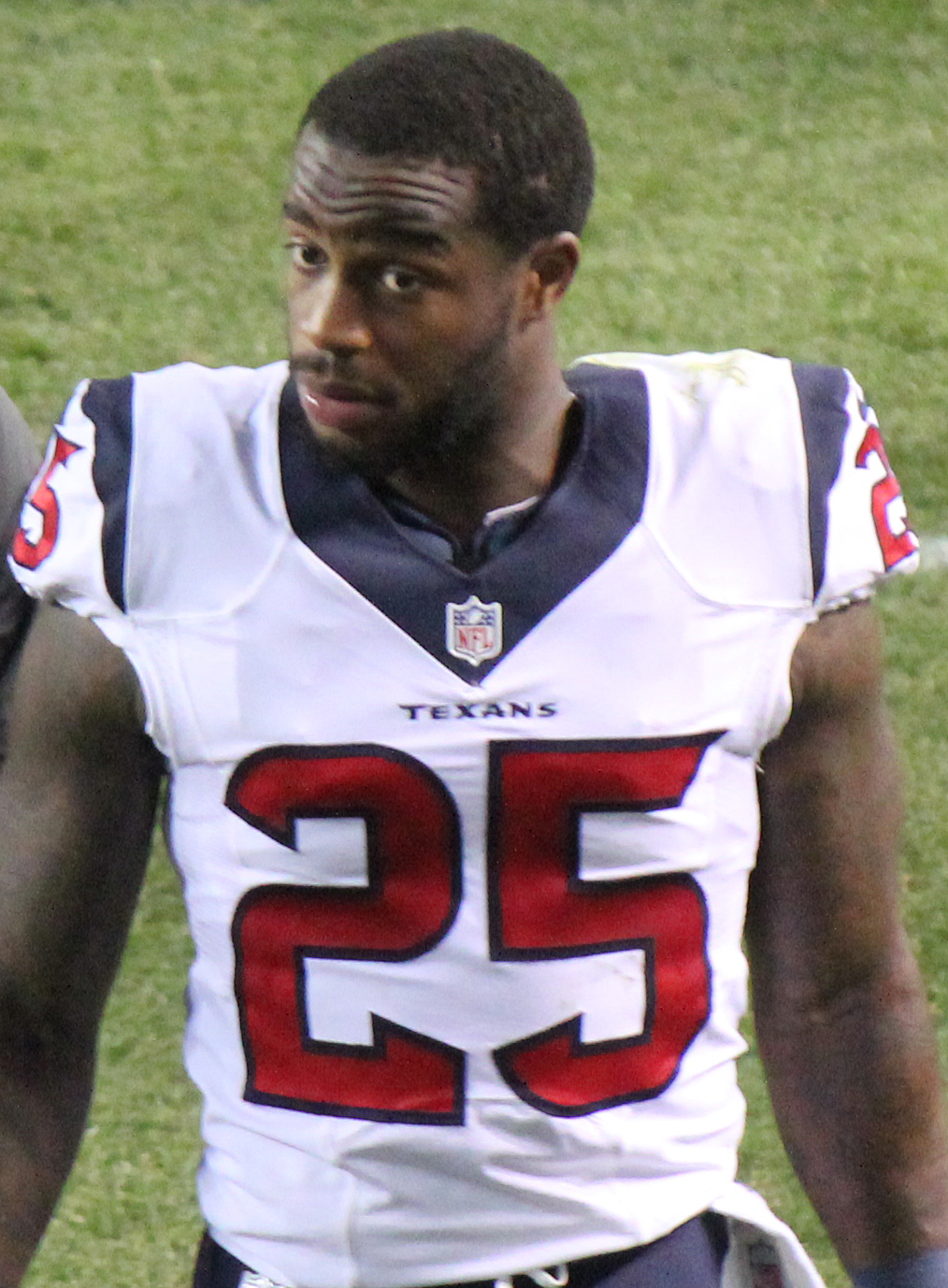
Kareem Jackson spielte bis 2018 für die Texans.
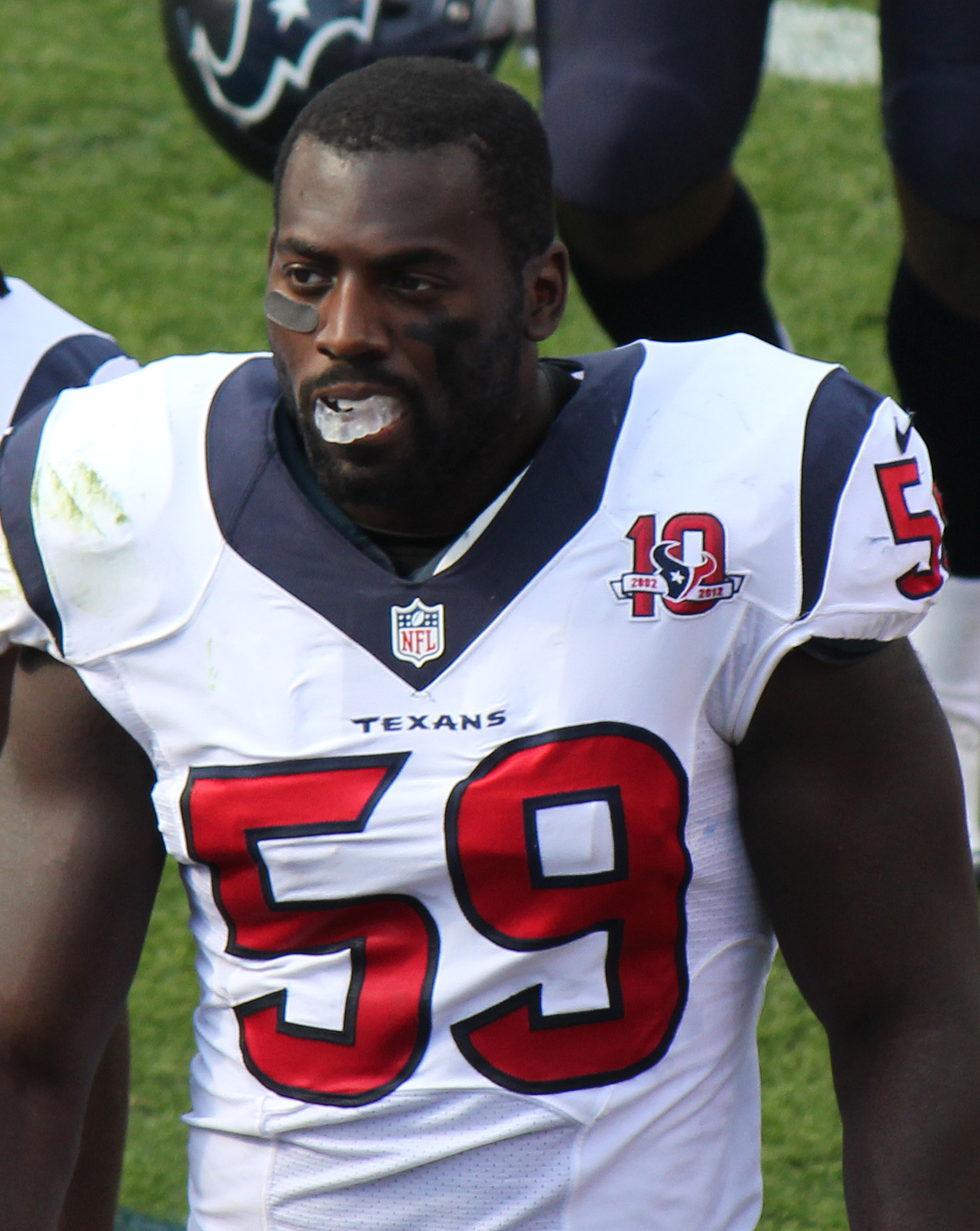
Whitney Mercilus spielte bis 2021 für die Texans.
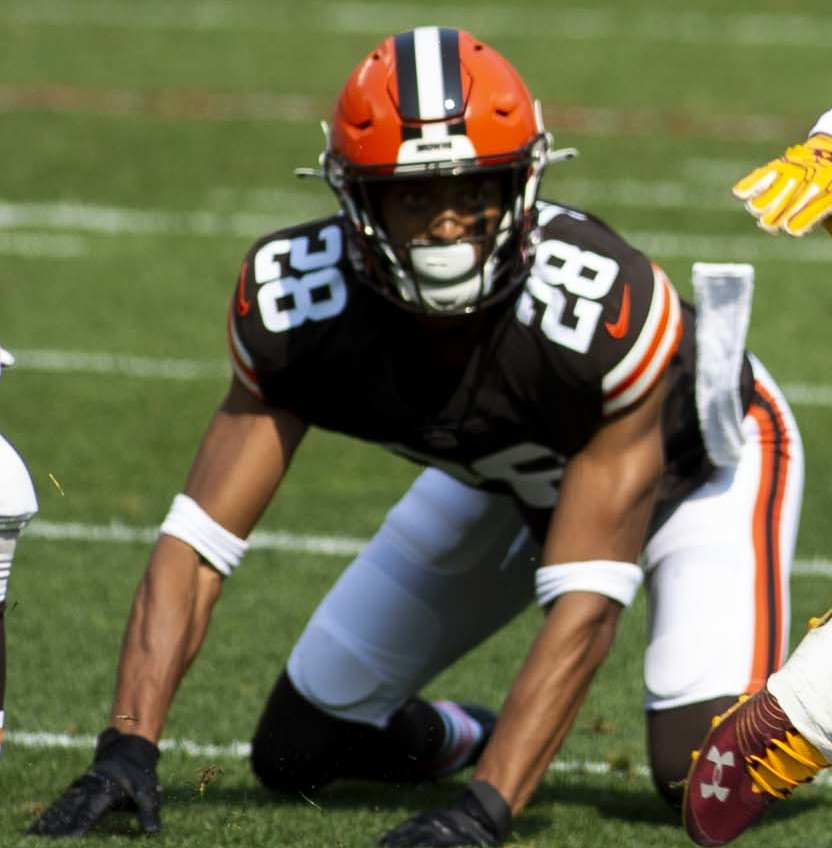
Kevin Johnson spielte bis 2020 für die Texans.